# Philip Schyle
 (octobre 2022).
Si vous disposez d'ouvrages ou d'articles de référence ou si vous connaissez des sites web de qualité traitant du thème abordé ici, merci de compléter l'article en donnant les références utiles à sa vérifiabilité et en les liant à la section « Notes et références ».
Philip Schyle (né le 15 septembre 1962 à Nouméa) est un homme politique de Polynésie française, président du parti autonomiste et centriste Fetia Api.

## Biographie
Il est élu le 9 avril 2009, Président de l'Assemblée de la Polynésie française avec 40 voix, fonction qu'il a déjà occupée pendant un an à 44 ans, le 13 avril 2006, avec une voix d'écart sur Antony Géros (UPLD). En 2013, il rejoint A Ti'a Porinetia et est réélu lors de l'élection des représentants à l'Assemblée de la Polynésie française de 2013.
Il est secrétaire national du Nouveau Centre, chargé de l'outre-mer.
Professeur d'histoire et de géographie depuis 1988, après avoir été instituteur à 20 ans.

## Détail des mandats
Mandats et fonctions à l'Assemblée de la Polynésie française
- Élu le 9.04.2009, Président de l'Assemblée de la Polynésie française (40 voix pour Philip Schyle et 14 voix pour Edouard Fritch)

- Élu le 10.02.2008, représentant à l'Assemblée de la Polynésie française.

- Élu le 13.04.2006, président de l'Assemblée de la Polynésie française.

- Élu le 15.02.05 représentant à l'Assemblée de la Polynésie française par arrêté 026/2005/APF/SG du 15.02.05 à la suite des élections partielles du 13.02.05.

- Fin du mandat le 15.11.04 à la suite de l'annulation des élections du 23.05.04 aux îles du Vent.

- Élu le 23.05.04, représentant à l'Assemblée de la Polynésie française et président de la Commission Permanente

### Mandats à l'Assemblée de la Polynésie française
- 3 juin 2004 - 15 novembre 2004 : représentant à l'Assemblée de la Polynésie française
- depuis le 15 février 2005 : représentant à l'Assemblée de la Polynésie française

### Mandats locaux
- 28 mars 2003 - 3 juillet 2020 : maire d'Arue
- 1992 - 1er adjoint au maire d'Arue
- 1989 - 3e adjoint au maire de la commune d'Arue (Tahiti)